# ウエルベールの物語 〜ラジオの章〜
ウエルベールの物語 〜ラジオの章〜は、テレビアニメ作品『ウエルベールの物語 〜Sisters of Wellber〜』の関連番組として音泉にて配信されていたインターネットラジオ番組である。

## 概要
- 配信期間：2007年4月20日〜10月19日(4月20日放送分はプレ放送)
- 配信日：毎週金曜日
- 配信サイト：音泉
- パーソナリティ：高橋美佳子（リタ・シオール役）・竹内順子（ティナ・ローター役）

## コーナー
ウエルメール
普通のお便りを紹介するコーナー。
ウエルベール前留学
「世間知らずの王女様、リタ・シオールに常識及び知ってて得すること、しないこと吹き込むコーナー」という名目でリタを演じている高橋美佳子に、竹内順子が投稿された「常識」を教えるコーナーだが、実際には中の人の高橋美佳子の芸人気質な性格が色濃く出ている。その為、アニメのリタ・シオールとは声だけ同じで、性格や言動が全く異なる。
モエルベール
2人が投稿された燃えるセリフと萌えるセリフの何れかを箱から引き、燃え・萌えに合わせた演技をする。
みねうちショット
みねうちショットを撃たざるをえないシチュエーションをティナ（竹内順子）が演ずる。
※具体的には、他人の行動や事象等の外的要因による、我慢できない事などが対象。

## オープニングコント
オープニングで行われる、ショートコント一覧。
毎回、高橋美佳子が「作品名または人物が判らない（有名である事を知らない）」という設定で、色々な物語の登場人物のモノマネをし、竹内順子がツッコミをいれるというコントをする。
| 配信回 | 作品名                                    | 高橋美佳子がモノマネしている人物   |
| ------ | ----------------------------------------- | ---------------------------------- |
| 第1回  | 古畑任三郎                                | 古畑任三郎                         |
| 第2回  | 冬のソナタ                                | カン・ジュンサン                   |
| 第3回  | 世界の中心で、愛をさけぶ                  | 松本朔太郎                         |
| 第4回  | 料理の鉄人                                | 美食アカデミー主宰                 |
| 第5回  | 裸の大将                                  | 山下清                             |
| 第6回  | 坊つちやん                                | 坊っちゃん                         |
| 第7回  | 西遊記                                    | 孫悟空                             |
| 第8回  | -                                         | 千代の富士貢                       |
| 第9回  | 24 -TWENTY FOUR-                          | ジャック・バウアー                 |
| 第10回 | なるほど!ザ・ワールド                     | 愛川欽也・楠田枝里子               |
| 第11回 | ロード・オブ・ザ・リング                  | -                                  |
| 第12回 | マーフィーの法則                          | -                                  |
| 第13回 | -                                         | イチロー                           |
| 第14回 | まんが日本昔ばなし                        | 常田富士男                         |
| 第15回 | 北の国から                                | 黒板五郎・黒板純                   |
| 第16回 | ハリー・ポッター                          | ハリー・ポッター                   |
| 第17回 | HOTEL                                     | 赤川一平                           |
| 第18回 | もののけ姫                                | モロの君                           |
| 第19回 | 美味しんぼ                                | 富井富雄                           |
| 第20回 | HERO                                      | 久利生公平                         |
| 第21回 | ピロピロ飲み                              | カケフのものまねをしている松村邦洋 |
| 第22回 | パネルクイズ アタック25                   | 児玉清                             |
| 第23回 | -                                         | なかやまきんに君                   |
| 第24回 | 世界の車窓から                            | 石丸謙二郎                         |
| 第25回 | パイレーツ・オブ・カリビアン              | モンキー・D・ルフィ                |
| 第26回 | ウエルベールの物語 〜Sisters of Wellber〜 | -                                  |

## ゲスト
- #11：浪川大輔（ガラハド・アイガー役）
- #13、#14：楠田敏之（ゲルニア・ハン役）
- #23：杉田智和（ローデン・シオール役）
- #25、#26：仙台エリ（シェリー役）